# Józef (Iliew)
Józef, imię świeckie Iwan Łazarow Iliew (ur. 1898 w Sewliewie, zm. 8 listopada 1988) – bułgarski biskup prawosławny.

## Życiorys
W wieku dwudziestu lat złożył wieczyste śluby mnisze w Monasterze Rilskim, tam też został wyświęcony na hierodiakona. W klasztorze ukończył seminarium duchowne, po czym kontynuował studia teologiczne na Uniwersytecie Sofijskim. Doktorat z teologii obronił na Uniwersytecie w Czerniowcach. Po powrocie do Bułgarii był wykładowcą w szkole duchownej w Czerepiszu oraz w seminarium duchownym w Sofii.
W 1930 objął obowiązki protosyngla metropolii newrokopskiej, rok później otrzymał godność archimandryty. W 1936 został wyświęcony na biskupa znepolskiego. W 1937 objął katedrę warneńską i wielkopresławską, gdzie pozostawał ordynariuszem do śmierci w 1988.